# أبسالون (فئة سفن دعم)
تتكون الفئة أبسالون  من سفينتي دعم بالبحرية الملكية الدنماركية تم إدخالهما الخدمة في عام 2005، ويمكن وصف أي منهما بأنها مزيج بين الفرقاطة وسفينة النقل العسكري مع قدرات تعدد المهام 
كما تمتاز هذه الفئة بالقدرة على أن تتحول من العمليات القتالية كسفينة مسلحة تقليدية  إلى سفينة «مستشفى» في غضون يوم واحد.

## التصميم

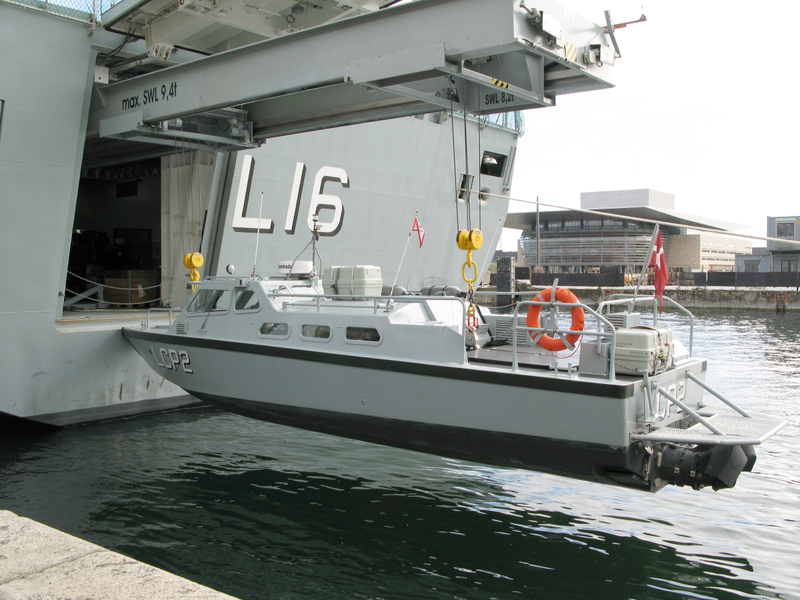
إنزال LCP2 من السفينة
HDMS Absalon L16

تم تصميم كل من سفينتي هذه الفئة كفرقاطة، ولكن تم بناء سطح داخلي للسفينة بهدف أن يكون متعدد الأغراض (سطح مرن). ويمكن لأي من سفن الفئة أن تعمل كمنصة قيادة لفريق يتكون من من 75 شخصا (من البحرية أو الأفرع المشتركة) ، مع مركز للتحكم والسيطرة على الحاويات، وتعمل أيضاً على نقل قوات أو كقاعدة عمليات لقوة إنزال بحجم 200 رجل بمركباتهم.

وبدلاً من ذلك، يمكن أستخدام سطح السفينة المرن في عمليات زرع الألغام، وذلك بسعة 300 لغم، أو تهيئتها لعمليات إزالة الألغام، وإطلاق واستعادة معدات الكشف والإزالة عن طريق رافعة جسرية قابل للسحب، والتي تستخدم أيضاً لإطلاق واستعادة زورق الإنزال السريع.

وعلاوة على ذلك أيضاً، يمكن للسطح المرن دعم مستشفى حاويات Containerized Hospital أو مجرد نقل عدد من الحاويات القياسية ISO أو نحو 55 مركبة، بما في ذلك ما يصل إلى سبعة دبابات قتال رئيسية MBT، والحديث هنا يدور حول الدبابة ليوبارد2 -ذات الوزن 62 طن وهي دبابة القتال الرئيسية للقوات الدنماركية. ويمكن لسفينة من فئة أبسالون حمل اثنين من قوارب Storebro SB90E، واثنين من القوارب صلبة البدن القابلة للنفخ، واثنين من طائرات هليكوبتر EH101.

وقد تم التصميم بواسطة فريق مشترك من القوات البحرية الملكية الدنماركية (RDN)، ودائرة الاقتناء واللوجستيات بوزارة الدفاع الدنماركية، ومجموعة من المقاولين -وفي المقام الأول منهم Odense Maritime Technology OMT- لتلبية متطلبات القوات البحرية الملكية الدنماركية لسفينة متعددة المهام -بأساس فرقاطة- مع التأكيد على مرونة التصميم.

## التسليح

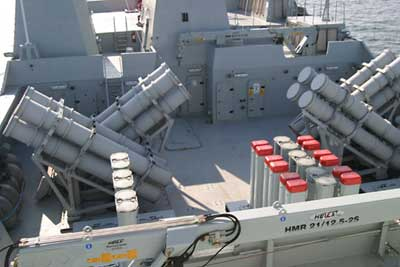
صورة تبين منصة الأسلحة لسفينة الدعم
HDMS Absalon L16

أبسالون لديها مجموعة واسعة من الأسلحة، سواء المضادة لسفن السطح، أو المضادات الجوية، أو تلك المضادة للتهديدات القادمة من الأعماق.

وقد تم تجهيز أبسالون بخمس وحدات ستانفلكس StanFlex لعدد 36 صاروخ دفاع جوي من فئة RIM-162 Evolved Sea Sparrow، مقسمة على ثلاثة مجموعات من القواذف العمودية Mk. 56 VLS أما الموقعين الأخيرين فمخصصين لاحتواء 16 صاروخ هاربون RGM-84 Harpoon المضادة للسفن.

وقد تم تزويد كل من سفينتي الفئة أبسالون بمدفع 127 ملم United Defense Mark 45 ، واثنين من أنظمة أسلحة القتال القريب Oerlikon Millennium CIWS بعيار 35 ملم (ويعمل أيضا بمثابة مدفعية مضادة للطائرات)، كما تتوفر حظيرة مروحية .

وبمجال مكافحة الأهداف الصغيرة، تم دعم كل من سفينتي الفئة بسبعة رشاشات ثقيلة عيار 12.7 ملم بمواقع متعددة حول السفينة.

ولمكافحة الغواصات تتوفر أربعة أنابيب للطوربيدات M90.

## المراجع

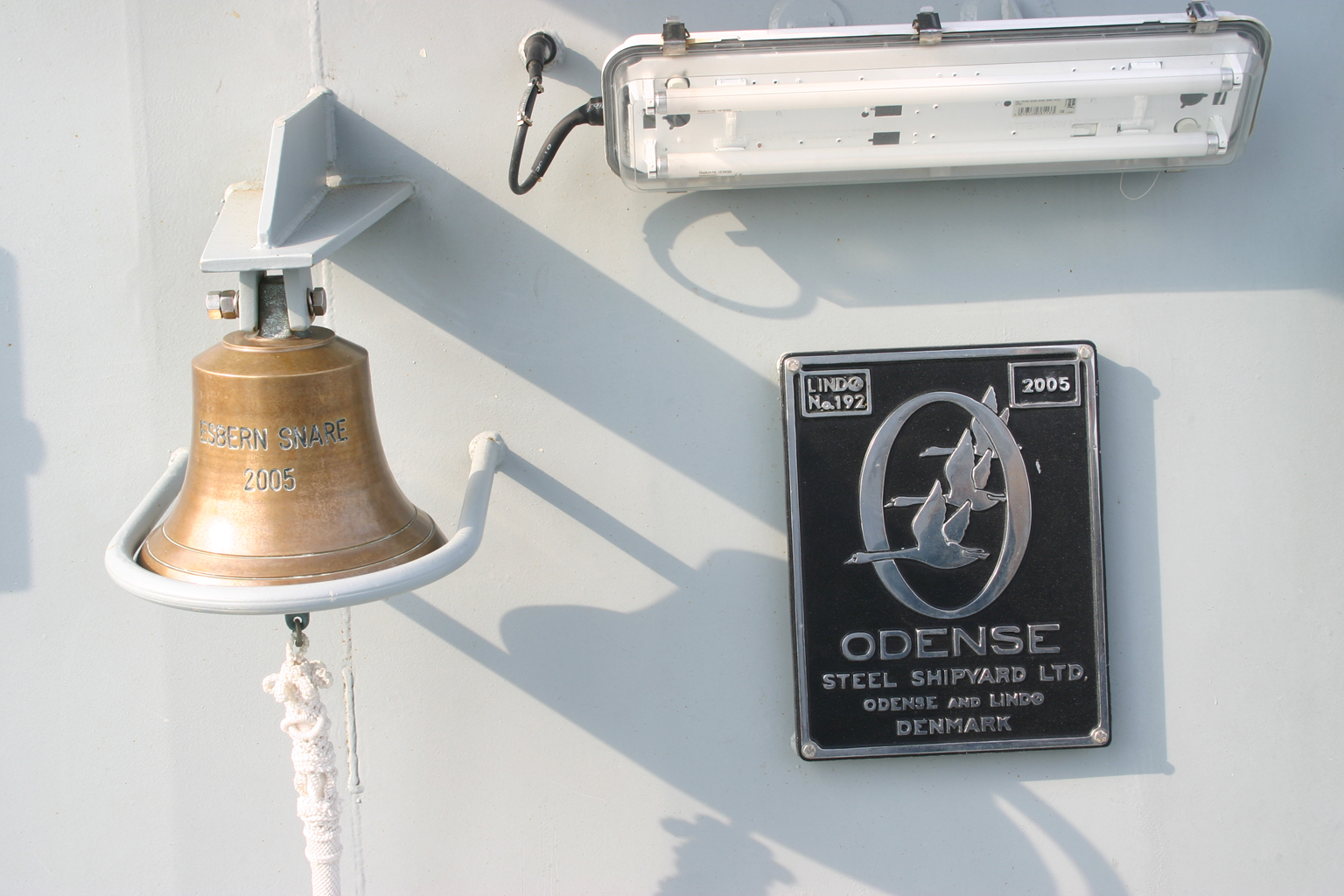
Esbern Snare L17

## قائمة السفن
| اسم          | رقم متسلسل | تاريخ التدشين  | دخول الخدمة    | قام بتسميتها                  | الحالة    | رمز النداء |
| ------------ | ---------- | -------------- | -------------- | ----------------------------- | --------- | ---------- |
| Absalon      | L16        | 25 فبراير 2004 | 19 أكتوبر 2004 | مارجريت الثانية ملكة الدنمارك | في الخدمة | OUFA       |
| Esbern Snare | L17        | 21 يونيو 2004  | 18 أبريل 2005  | أندرس فوغ راسموسين            | في الخدمة | OUFB       |

### سفن معاونة
كاريل دورمان